# Cascades Jim Jim
Les cascades Jim Jim (en llengua aborigen australiana: Barrkmalam) són unes cascades del rierol Jim Jim Creek que descendeixen per un cingle del Parc Nacional de Kakadu (que figura al Patrimoni Mundial de la UNESCO), situades a la regió d'Arnhem Land del Territori del Nord, Austràlia.
L'àrea de les cascades Jim Jim està registrada a la Llista del Patrimoni Nacional d'Austràlia.

## Localització i descripció
Les cascades es troben a 259 metres sobre el nivell del mar, i l'aigua cau des d'una altura d'entre 140 i 200 metres cap a una piscina de la riera. Les cascades es troben a prop de la frontera oriental del parc nacional i a 28 km al sud de Jabiru.
Durant l'estació seca és possible l'accés des de l'autopista Kakadu, a través d'una carretera de grava de 60 km, amb els últims 11 km aptes només per a vehicles tot terreny. Tanmateix, durant gran part d'aquest període, les cascades s'assequen del tot. Durant l'estació humida, quan les cascades són més espectaculars, no és possible arribar a la zona amb vehicle terrestre, i és millor visualitzar-se des de l'aire juntament amb les properes cascades Twin.
Es creu que fa 140 milions d'anys, gran part del Parc Nacional de Kakadu estava submergit sota un mar poc profund. La prominent paret del cingle es va formar a partir dels penya-segats d'aquest mar i l'altiplà de la regió d'Arnhem Land va formar un sòl pla sobre el mar. Actualment el cingle, de 330 metres d'altura per sobre de la plana, s'estén més de 500 km al llarg del costat oriental del parc nacional i per la regió d'Arnhem Land. Vària des dels cingles verticals a la zona de les cascades Jim Jim fins als cingles escalonats i aïllats al nord.